# Cephalon, Inc.
Cephalon, Inc. era una empresa biofarmacèutica amb seu a Frazer a l'estat de Pennsilvània als Estats Units. La companyia era especialitzada en els camps de la neurologia, analgèsica i oncologia.
La companyia va ser creada el 1987 pel neuròleg Frank Baldino. El 2010 va adquirir el fabricant suís de genèrica Mepha del grup Merckle. El 2011 tenia uns 3700 empleats. El 2011 la companyia israeliana Teva, especialista en medicaments genèrics al seu torn va adquirir Cephalon.
Tenia una filial a Sant Cugat del Vallès.